# Championnat de France de football de deuxième division 1960-1961
Navigation
Division Interrégionale 1959-1960 Division Interrégionale 1961-1962
Le Championnat de France de football D2 1960-1961 avec une poule unique de 19 clubs, voit l’attribution du titre au SO Montpellier, qui accède à la première division en compagnie du FC Metz, du FC Sochaux-Montbéliard, et du RC Strasbourg.

## Les 19 clubs participants
- Olympique d'Alès
- AS Aix
- RCFC Besançon
- AS Béziers
- Girondins de Bordeaux
- US Boulogne
- AS Cannes
- AS Cherbourg
- US Forbach
- Lille OSC
- Olympique de Marseille
- FC Metz
- SO Montpellier
- FC Nantes
- CA Paris
- RC Roubaix
- FC Sochaux
- RC Strasbourg
- SC Toulon

## Classement final
| #  | Club                   | Joués | V  | N  | D  | bp:bc | +/- | Points |
| -- | ---------------------- | ----- | -- | -- | -- | ----- | --- | ------ |
| 1  | SO Montpellier         | 36    | 22 | 4  | 10 | 68-35 | +33 | 48     |
| 2  | FC Metz                | 36    | 19 | 10 | 7  | 69-37 | +32 | 48     |
| 3  | FC Sochaux             | 36    | 18 | 10 | 8  | 58-36 | +22 | 46     |
| 4  | RC Strasbourg          | 36    | 19 | 7  | 10 | 70-38 | +32 | 45     |
| 5  | AS Béziers             | 36    | 13 | 16 | 7  | 54-52 | +2  | 42     |
| 6  | Olympique de Marseille | 36    | 15 | 11 | 10 | 56-42 | +14 | 41     |
| 7  | AS Cannes              | 38    | 17 | 7  | 12 | 71-59 | +12 | 41     |
| 8  | Girondins de Bordeaux  | 36    | 14 | 13 | 9  | 61-50 | +11 | 41     |
| 9  | Lille OSC              | 36    | 14 | 12 | 10 | 49-43 | +6  | 40     |
| 10 | US Boulogne            | 36    | 18 | 3  | 15 | 63-62 | +1  | 39     |
| 11 | FC Nantes              | 36    | 15 | 6  | 15 | 61-64 | -3  | 36     |
| 12 | CO Roubaix-Tourcoing   | 36    | 13 | 7  | 16 | 59-63 | -4  | 33     |
| 13 | AS Cherbourg           | 36    | 10 | 9  | 17 | 45-58 | -13 | 29     |
| 14 | SC Toulon              | 36    | 10 | 9  | 17 | 36-59 | -23 | 29     |
| 15 | US Forbach             | 36    | 10 | 7  | 19 | 51-68 | -17 | 27     |
| 16 | Olympique d'Alès       | 36    | 10 | 7  | 19 | 39-62 | -23 | 27     |
| 17 | RCFC Besançon          | 36    | 8  | 9  | 19 | 50-79 | -29 | 25     |
| 18 | CA Paris               | 36    | 9  | 7  | 20 | 33-58 | -23 | 25     |
| 19 | AS Aix                 | 36    | 7  | 8  | 21 | 37-65 | -28 | 22     |

# position ; V victoires ; N match nuls ; D défaites ; bp:bc buts pour et buts contre
 Victoire à 2 points

## À l’issue de ce championnat
- Le SO Montpelliérain, le CS Metz, le FC Sochaux-Montbéliard, et le RC Strasbourg sont promus en championnat de première division.
- Équipes reléguées de la première division : le FC Grenoble, l'AS Troyes, l'US Valenciennes et enfin le Limoges FC.
- L’équipe de l'Olympique d'Alès reprend le statut amateur et abandonne la deuxième division à l’issue de la saison.
- Équipe promue du championnat amateur de division inférieure : le Red Star Olympique.